# SMTOWN THE STAGE
《SMTOWN THE STAGE》(에스엠타운 더 스테이지)는 한국에서 제작된 배성상 감독의 2015년 다큐멘터리 영화이다.

## 출연

### 주연
- 강타
- 보아
- 동방신기
- 슈퍼주니어
  - (이특, 희철, 강인, 신동, 성민, 은혁, 동해, 시원, 려욱, 규현), 조미, 헨리
- 소녀시대
- 샤이니
- f(x)
- EXO
  - (시우민, 레이, 백현, 디오, 첸, 찬열, 세훈, 수호, 타오, 카이)
- 레드벨벳
- SM ROOKIES

### 조연
- 정창환
- 유영진
- 탁영준
- 이성수
- 이정아
- 윤희준
- 심재원
- 황상훈
- 이연근

## 세트 리스트
- 늑대와 미녀 (Wolf) (EXO)
- ウィーアー！ (We Are!) (동방신기)
- Somebody To Love (동방신기)
- Catch Me -If you wanna- (동방신기)
- MAMA (EXO)
- 행복 (Happiness) (레드벨벳)
- Everybody (JP/샤이니)
- LUCIFER_Rock Tronic Remix Ver. (JP/샤이니)
- Swing (KR/슈퍼주니어-M)
- SMTOWN DANCE BATTLE (레이, 효연, 카이)
- 괴도 (Danger) (태민)
- 중독 (Overdose) (EXO)
- You Needed Me[1](최강창민, D.O., 태민, 재현)
- Sorry, Sorry_SUPER SHOW 3 Ver. (슈퍼주니어)
- Rockstar (슈퍼주니어)
- 으르렁 (Growl) (EXO)
- Hot Summer (f(x))
- Girls On Top (보아)
- 다시 만난 세계 (Into The New World)_Ballad Ver. (소녀시대)
- 빛 (Hope) (SM TOWN 단체)

## 크레딧
- 이그제큐티브 프로듀서 : 이수만
- 프로듀서 : 김주리
- 조명 : 강병조, 김보현
- 동시녹음 : 장상렬
- 음향 감독 : 박준오
- 미술 : 김초혜
- 콘서트촬영 영상감독 : 하마시마 유
- 포스트프로덕션 프로듀서 : 정찬희
- 총괄 프로듀서 : 장현진